# Beninische Rugby-Union-Nationalmannschaft
Die beninische Rugby-Union-Nationalmannschaft ist die Mannschaft, die den westafrikanischen Staat Benin in der Rugby Union repräsentiert. Das Team ist faktisch der vierten Stärkeklasse zugeordnet, die offiziell als Tier 3 – Development Two bezeichnet wird.
Das erste Spiel fand am 5. Oktober 2003 – fünf Jahre vor Gründung des nationalen Verbands Fédération Béninoise de Rugby (fe-be rugby) – gegen die malische Rugby-Union-Nationalmannschaft statt.

## Teilnahmen an Weltmeisterschaften
- 1987 nicht teilgenommen
- 1991 nicht teilgenommen
- 1995 nicht teilgenommen
- 1999 nicht teilgenommen
- 2003 nicht teilgenommen
- 2007 nicht teilgenommen
- 2011 nicht teilgenommen
- 2015 nicht teilgenommen
- 2019 nicht teilgenommen
- 2023 nicht teilgenommen